# Vanquish (analgetik)
Vanquish je prodajna marka analgetika koji je u prodaji na slobodno.  Ova marka je u vlasništvu preduzeća Bayer.

## Istorija
je izvelo na trežište preduzeće Sterling Drug 1964. godine, koje je nakon serije spajanja i akvizicija postalo jedinica firme Bayer AG.

## Sastojci
Jedna Vanquish tableta sadrži 227 mg aspirina, 194 mg acetaminofena, 33 mg kafeina, kao i puvere i neaktivne sastojke.

## Spoljašnje veze
- Zvanična veb stranica
- Često postavljena pitanja